# Isobel Cup

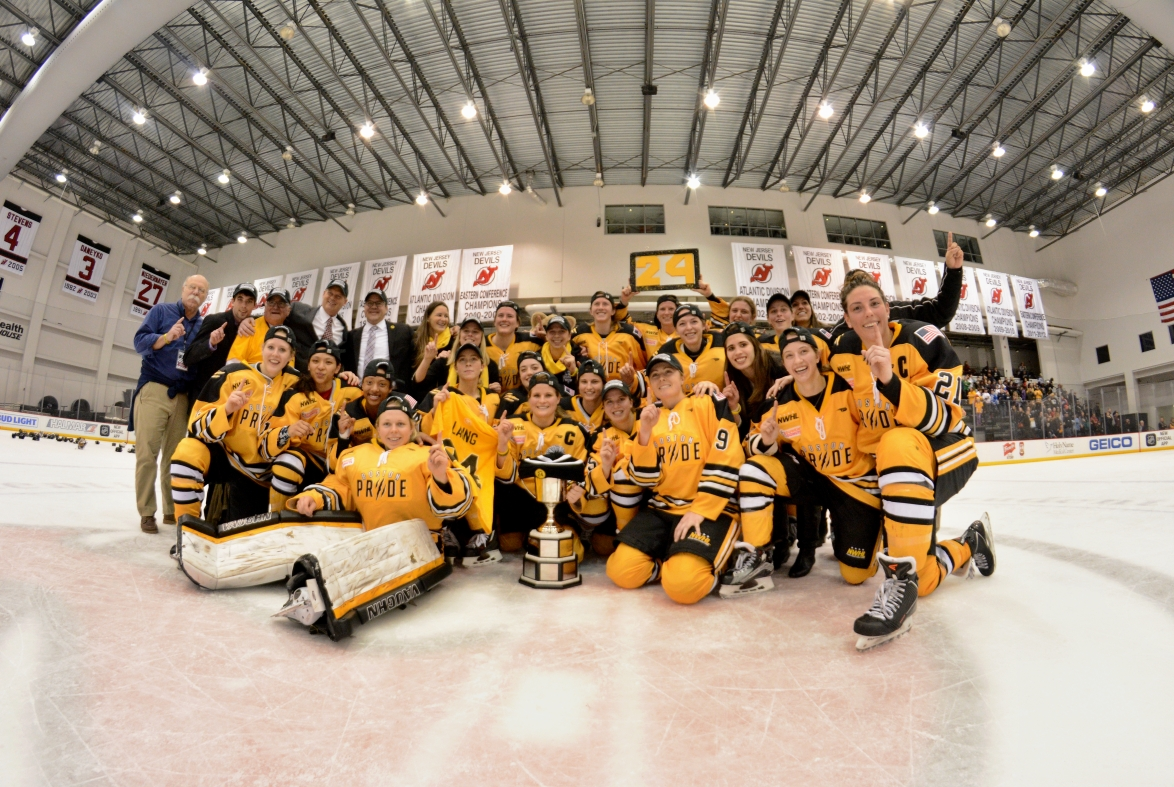
Das Meisterteam von Boston Pride mit dem Isobel Cup (2016)

Der Isobel Cup ist eine Eishockeytrophäe, die von 2016 bis 2023 jährlich an den Meister der Premier Hockey Federation (bis 2021 unter dem Namen National Women’s Hockey League) verliehen wurde. Die Trophäe ist nach Lady Isobel Gathorne-Hardy, der Tochter von Frederick Stanley, 16. Earl of Derby, benannt. Diese hat sich wie ihr Vater, der den Stanley Cup stiftete, sehr für den Eishockeysport engagiert und war eine der ersten Eishockeyspielerinnen Kanadas.

## Design
Die Schale des Pokals aus Sterlingsilber ist etwa 38 cm hoch und sitzt auf einem Sockel, der etwa 14 cm hoch ist. Der Durchmesser der Schale beträgt 30 cm, die gesamte Trophäe wiegt etwa 7 kg. Auf den Sockel ist ein Bildnis von Isobel Stanley graviert.

## Liste der Gewinner

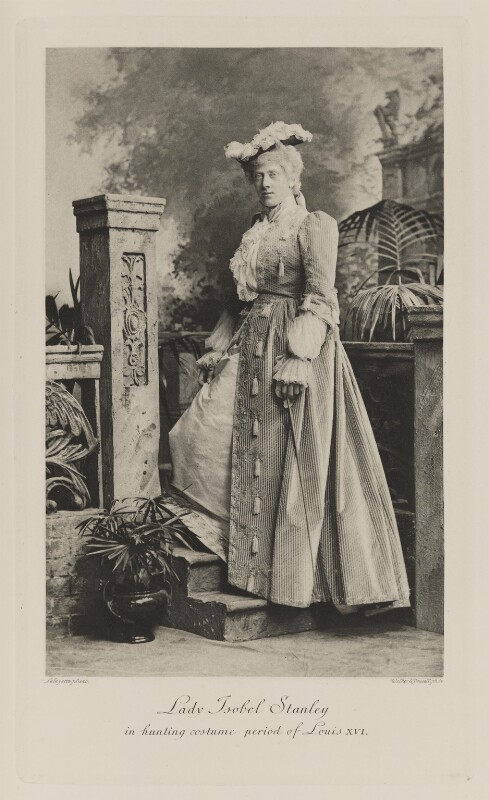
Lady Isobel Gathorne-Hardy (1897)

Das Finalturnier wird an einem vorher festgelegten, neutralen Ort ausgespielt.
| Jahr | Ort                                                                                                 | Gewinner                                                                                            | Verlierer                                                                                           | Ergebnis                                                                                            |
| ---- | --------------------------------------------------------------------------------------------------- | --------------------------------------------------------------------------------------------------- | --------------------------------------------------------------------------------------------------- | --------------------------------------------------------------------------------------------------- |
| 2016 | Barnabas Health Hockey House, Newark                                                                | Boston Pride                                                                                        | Buffalo Beauts                                                                                      | 2:0 (Best-of-Three-Serie)                                                                           |
| 2017 | Tsongas Arena, Lowell                                                                               | Buffalo Beauts                                                                                      | Boston Pride                                                                                        | 3:2 (Einzelspiel)                                                                                   |
| 2018 | Barnabas Health Hockey House, Newark                                                                | Metropolitan Riveters                                                                               | Buffalo Beauts                                                                                      | 1:0 (Einzelspiel)                                                                                   |
| 2019 | TRIA Rink, Saint Paul                                                                               | Minnesota Whitecaps                                                                                 | Buffalo Beauts                                                                                      | 2:1 n. V. (Einzelspiel)                                                                             |
| 2020 | nicht vergeben (Finalspiel Minnesota Whitecaps gegen Boston Pride abgesagt wegen COVID-19-Pandemie) | nicht vergeben (Finalspiel Minnesota Whitecaps gegen Boston Pride abgesagt wegen COVID-19-Pandemie) | nicht vergeben (Finalspiel Minnesota Whitecaps gegen Boston Pride abgesagt wegen COVID-19-Pandemie) | nicht vergeben (Finalspiel Minnesota Whitecaps gegen Boston Pride abgesagt wegen COVID-19-Pandemie) |
| 2021 | Warrior Ice Arena, Brighton                                                                         | Boston Pride                                                                                        | Minnesota Whitecaps                                                                                 | |
| 2022 | AdventHealth Center Ice, Wesley Chapel                                                              | Boston Pride                                                                                        | Connecticut Whale                                                                                   | |
| 2023 | Mullett Arena, Tempe                                                                                | Toronto Six                                                                                         | Minnesota Whitecaps                                                                                 | |